# Zoraida gravida
Zoraida gravida är en insektsart som beskrevs av Yang och Wu 1993. Zoraida gravida ingår i släktet Zoraida och familjen Derbidae. Inga underarter finns listade i Catalogue of Life.